# Нелкаёган
Нелкаёган (устар. Нелка-Юган) — река в Шурышкарском районе Ямало-Ненецкого АО. Устье находится в 71 км по правому берегу реки Войкар. Длина реки 73 км. Притоки: Харнюрымсоим и Паськыдшор — правые; Ваннарепсоим, Кевсоим, Погрымшор и Вулысоим — левые.

## Данные водного реестра
По данным государственного водного реестра России относится к Нижнеобскому бассейновому округу, водохозяйственный участок реки — Обь от впадения реки Северная Сосьва до города Салехард, речной подбассейн реки — бассейны притоков Оби ниже впадения Северной Сосьвы. Речной бассейн реки — (Нижняя) Обь от впадения Иртыша.